# 蔡家会镇
蔡家会镇，是中华人民共和国山西省吕梁市兴县下辖的一个乡镇级行政单位。

## 行政区划
蔡家会镇下辖以下地区：
蔡家会村、柳林村、沈家里村、唐堂宇村、圪台上村、谷渠村、庄头村、团厂村、坡上村、冯乐村、狮子洼村、彩地峁村、孙家畔村和苏家峁村。